# Troféu HQ Mix
Troféu HQ Mix to brazylijska nagroda dla komiksów. Nagroda została utworzona w 1989 roku przez João Gualberto Costa (Gual) i José Alberto Lovetro (Jal), członków Stowarzyszenia Brazylijskich Rysowników.
Nazwa odnosi się do programu telewizyjnego o komiksie, który Gual i Jal mieli w latach 80.: "HQ" to skrót od "História em Quadrinhos" ("Komiksy" w języku portugalskim), a "Mix" pochodzi od nazwy spektaklu ("TV Mix 4").
Projekt trofeum zmienia się co roku, zawsze składając hołd postaci z brazylijskich komiksów. Głosy są tworzone przez artystów i specjalistów z tej dziedziny, redaktorów, badaczy i dziennikarzy.